# イマーションスーツ

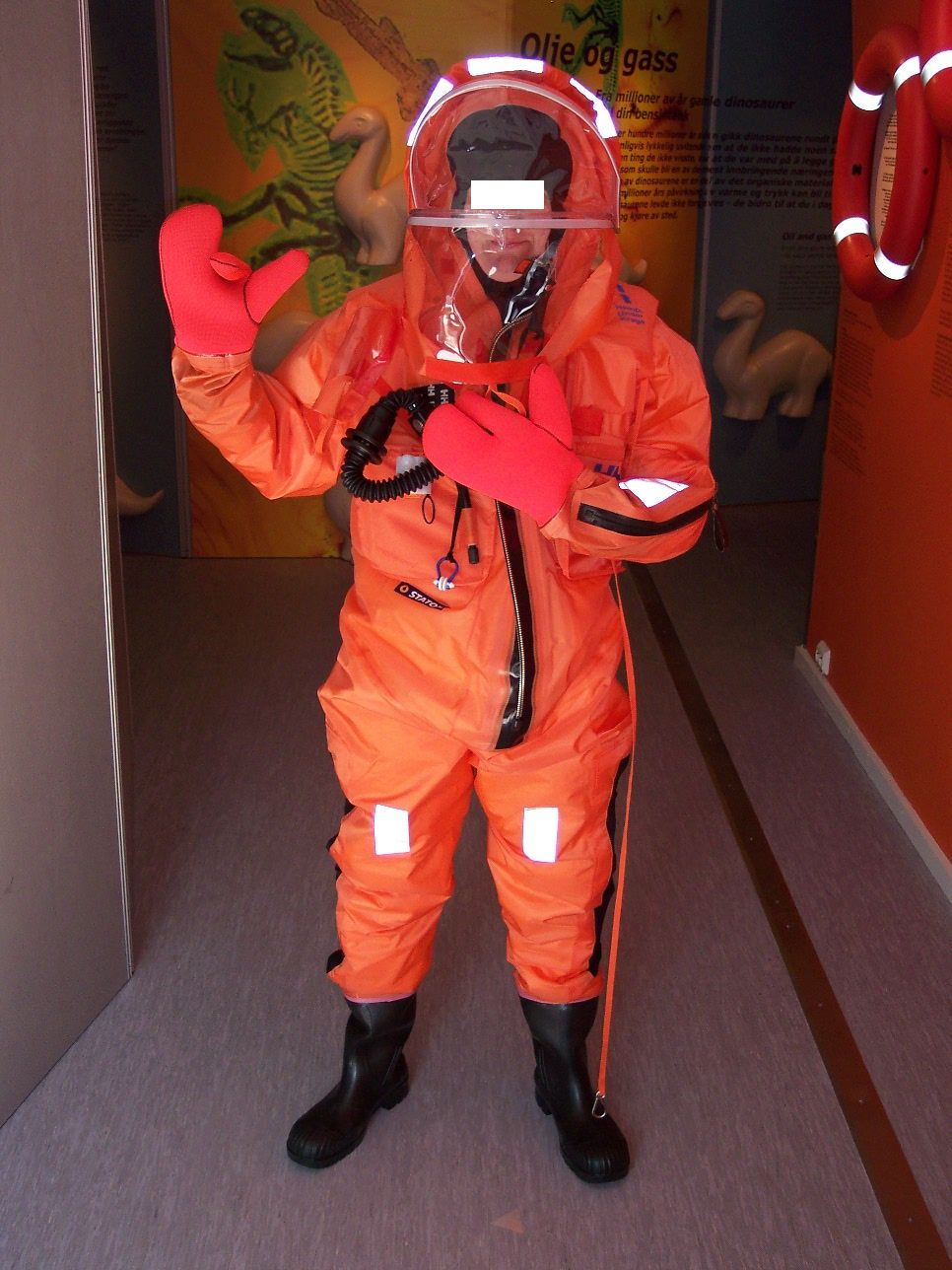
イマーションスーツ

イマーションスーツ（英: immersion suit）は、サバイバルスーツ（英: Survival suit）とも称される救命用具。船舶の火災や沈没など船外に脱出する際に着用する防寒、防水が考慮されたつなぎ形状の救命胴衣となり、海水温が低い場所での落水や脱出に伴う低体温症を防ぐことを目的として開発されたドライスーツの一種である。

## 概要
メーカーにより多少異なるが、基本的にネオプレンやナイロン素材で縫製された難燃性のブーツ、手袋、フードを含んだ一体式のスーツとなり、ファスナーは防水式。保温材として発泡樹脂とアルミ複合布を使用している。頭部には拡張式の枕が備えられており、落水を検知すると自動で拡張されるため、意識が無い状態で転落しても自然と仰向けとなり顔が海面に出る構造であることがSOLAS条約によって定められている。
発見を容易とするため、素材は国際救難色である明るいオレンジ色、または、赤や黄色などが採用されており、夜間での発見を容易にするため、反射テープが縫い付けられているほか、ホイッスルも付属している。また、一部の製品ではスーツにストラップやクリップが縫い付けられているため、要救助者同士を繋ぎ留めることが可能であり、乾舷の高い船舶から吊り上げを容易にするため、吊り上げ用ランヤードが組み込まれている製品などもある。この他、オプションとしてストロボライトや、海面着色用マーカー（シーマーカー）、無線ビーコンなどを装着することも可能である。

## 歴史
1930年、ニューヨークのアメリカン・ライフ・スーツ・コーポレーション社が商船や遠洋漁業会社の乗組員に向けた「セーフティスーツ」と称された物を提供したのが世界初とされる。
今日のスーツの前身は、1872年にクラーク・S・メリマンが蒸気船の乗客救助用として開発したものである。ゴムシートで作られており、これを着用したポール・ボイトンの水泳記録で有名となった。このスーツはゴム製のパンツとシャツで構成されており、スチール製のストラップでウエストをきつく締めるものであった。また、スーツ内には5つのエアポケットがあり、ホースを介して口から送気することで膨らますことができ、現代のドライスーツと同様、このスーツは着用者を濡らさない構造となっていた。発明当時は緊急用無線送信器や救助用ヘリコプターも無い時代であり、このスーツは仰向けで浮くことができたため、足に備え付けられたフィンによって進むことでき、胴体に小型の帆を張ることで、体力を温存しながらゆっくりと岸まで漂流することが可能であった。
アメリカ沿岸警備隊の承認を得た最初のイマーションスーツは、グンナー・グッダールによって発明された。やがて、このスーツは必須の安全装備として受け入れられ、SOLAS条約の改正より1986年7月から大型商船ではイマーションスーツの搭載が義務付けられた。